# 岡山市立興除中学校
岡山市立興除中学校（おかやましりつ こうじょちゅうがっこう）は、岡山県岡山市南区中畦にある公立中学校。通称は「興除」。

## 校風
- ノーブレス・オブリージュ（高貴なるものの義務）が提唱されている。
- 無言清掃を目標に掲げている

## 沿革

### 年表
- 1947年（昭和22年）12月9日 - 昭和天皇の戦後巡幸。校長室で村の概要説明が行われた[2]。

## 関係する小学校
- 岡山市立興除小学校
- 岡山市立曽根小学校
- 岡山市立東疇小学校

## 学校行事
- 入学式
- オープンスクール
- 地域感謝活動
- 文化祭（合唱コンクールのことです）
- 体育祭
- ゲストティーチャー
- 職場体験
- 合唱コンクール
- 卒業式

## 生徒会活動・部活動など

### 運動系
- 野球部
- ソフトテニス部
- 陸上競技部
- 水泳部
- 男子バレーボール部
- 女子バレーボール部
- 卓球部
- バスケットボール部
- 柔道部

### 文化系
- 美術部
- 吹奏楽部
- 地域活動部

## 通学区域が隣接している学校
- 岡山市立妹尾中学校
- 岡山市立福田中学校
- 岡山市立藤田中学校
- 岡山市立灘崎中学校
- 倉敷市立多津美中学校
- 倉敷市立東陽中学校
- 早島町立早島中学校

## 出身有名人
- 岡慎之助 - 体操選手。2024年パリオリンピック日本代表。